# Parmenomorpha wasselli
Parmenomorpha wasselli är en skalbaggsart som beskrevs av Carter 1932. Parmenomorpha wasselli ingår i släktet Parmenomorpha och familjen långhorningar. Inga underarter finns listade i Catalogue of Life.